# Yottabyte
Yottabyte (kí hiệu: YB) là một bội số của byte trong cách tính đơn vị lưu trữ bộ nhớ máy tính. Tiền tố yotta chỉ lũy thừa bậc 8 của 1000 hay 1024 trong hệ đo lường quốc tế (SI).
1 YB = 1000 ZB = 1 triệu EB = 1 tỉ PB = 1 nghìn tỉ TB = 1 triệu tỉ GB.
Một đơn vị liên quan, Yobibyte (YiB), sử dụng một tiền tố nhị phân, tương đương với 10248byte.

## Lịch sử
Năm 2010, người ta ước lượng được rằng lưu trữ 1 yottabyte trên ổ đĩa dung lượng cỡ terabyte sẽ phải tốn một trung tâm dữ liệu cực lớn, bằng diện tích hai bang Delaware và Rhode Island gộp lại. Với những công nghệ hiện đại gần đây, 1 YB có thể được lưu trữ trong ổ dữ liệu có thể tích từ 0,003 đến 1 mét khối tùy vào lượng dữ liệu sao lưu và mật độ của chúng.